# V. R. Nedunchezhiyan
V. R. Nedunchezhiyan (auch Nedunchezhian; Tamil: இரா. நெடுஞ்செழியன் Irā. Neṭuñceḻiyaṉ [ˈneɖɯɲˌʒeɻijən]; * 11. Juli 1920 in Tirukkannapuram; † 12. Januar 2000 in Chennai) war ein indischer Politiker (DMK und AIADMK). Er war zweimal (1969 und 1987/88) jeweils für kurze Zeit amtsführender Chief Minister des Bundesstaates Tamil Nadu. Daneben bekleidete Nedunchezhiyan 1967–76, 1980–87 und 1991–96 verschiedene Ministerämter unter den Chief Ministern C. N. Annadurai, M. Karunanidhi, M. G. Ramachandran und J. Jayalalithaa. Von seinen Anhängern wurde er mit dem Ehrentitel Navalar (நாவலர் Nāvalar [ˈnɑːʋələr] „Gelehrter“) bedacht.

## Frühe Jahre und Zeit in der DMK
V. R. Nedunchezhiyan wurde am 11. Juli 1920 im Dorf Tirukkannapuram im Distrikt Thanjavur geboren. Während seiner Studienzeit an der Annamalai University kam er mit der Politik in Berührung und schloss sich 1944 der von E. V. Ramasami gegründeten Organisation Dravidar Kazhagam (DK) an.
1949 gehörte V. R. Nedunchezhiyan zu den Gründungsmitgliedern der Dravida Munnetra Kazhagam (DMK), die sich unter C. N. Annadurai von der DK abspaltete. Von 1949 bis 1955 war Nedunchezhiyan stellvertretender Generalsekretär, von 1955 bis 1961 Generalsekretär und von 1961 bis 1969 Vorsitzender des Parteirats der DMK. 1962 wurde er erstmals in das Parlament des Bundesstaates Madras gewählt und fungierte als Oppositionsführer. Die nächsten Wahlen 1967 gewann die DMK und kam an die Macht im Bundesstaat Madras, der wenig später in Tamil Nadu umbenannt wurde. In dem neuen Kabinett unter C. N. Annadurai war V. R. Nedunchezhiyan stellvertretender Chief Minister.
Nach Annadurais Tod am 3. Februar 1969 übernahm Nedunchezhiyan kommissarisch die Amtsgeschäfte als Chief Minister. Er konnte sich aber nicht im parteiinternen Machtkampf gegen seinen Rivalen M. Karunanidhi durchsetzen, so dass dieser bereits am 10. Februar zum neuen Chief Minister gewählt wurde. Während Karunanidhis Amtszeit war Nedunchezhiyan bis 1976 weiterhin stellvertretender Chief Minister.

## Zeit in der AIADMK
Nachdem die Karunanidhi-Regierung 1976 abgesetzt wurde, verließ Nedunchezhiyan die DMK und gründete zusammen mit einer anderen ehemaligen DMK-Politikerin eine eigene Partei, die Makkal DMK. Die Neuwahlen 1977 gewann die AIADMK, die sich unter der Führung des Schauspielers M. G. Ramachandran von der DMK abgespalten hatte, und ein Jahr später schloss sich Nedunchezhiyan mit seiner Makkal DMK der AIADMK an. Im Kabinett M. G. Ramachandrans diente V. R. Nedunchezhiyan von 1980 bis 1987 als Finanzminister. Nach M. G. Ramachandrans Tod am 29. Dezember 1987 übernahm Nedunchezhiyan erneut kommissarisch das Amt des Chief Ministers. Am 7. Januar 1988 wurde aber V. N. Janaki, die Witwe M. G. Ramachandrans, als Chief Minister vereidigt.
In dem Machtkampf, der daraufhin in der AIADMK um die Nachfolge M. G. Ramachandrans ausbrach, stellte sich Nedunchezhiyan auf die Seite J. Jayalalithaas. Wegen interner Querelen wurde er im August 1988 aus der Partei ausgeschlossen, kehrte aber im Oktober 1989 in die wieder unter der Führung Jayalalithaas vereinte AIADMK zurück. Nach dem Wahlsieg der AIADMK diente er von 1991 bis 1996 als Finanzminister in der Regierung Jayalalithaas.
Am 12. Januar 2000 verstarb V. R. Nedunchezhiyan im Alter von 79 Jahren an Herzversagen. Er hinterließ seine Frau und einen Sohn.